# Finales de la Liga de Naciones Concacaf 2024-25
Las Finales de la Liga de Naciones de Concacaf 2024-25 fueron la fase final de la edición 2024-25 de la Liga de Naciones Concacaf, la cuarta temporada de la competencia internacional de fútbol que involucró a los equipos nacionales masculinos de las asociaciones miembros de Concacaf.
Esta última fase estuvo compuesta por los cuatro ganadores de los cuartos de final de la Liga A, quienes jugaron semifinales, un partido por el tercer puesto y un partido final para determinar el campeón de la competencia. El campeonato se llevó a cabo en una única sede.

## Formato
Las finales se jugaron con un sistema de eliminación directa a partido único, siendo las semifinales el 20 de marzo, y el partido por el tercer lugar y la final el día 23 del mismo mes. Para las semifinales y la final, en caso de que el partido termine empatado al final del tiempo reglamentario, se procedió al tiempo suplementario con dos tiempos de 15 minutos cada uno. Si al término de los tiempos extra, persistía la igualdad, se procedía a la tanda de penaltis para determinar al ganador del cotejo.
En el caso del partido por el tercer puesto, en caso de empate al final de los 90 minutos reglamentarios, iba directamente a la definición por penaltis para determinar al ganador sin jugarse el tiempo suplementario.
Cada nación debe proporcionar una convocatoria final compuesta de 23 jugadores, de los cuales tres deben ser porteros. Cada lista debe ser entregada 10 días antes del primer partido de este evento. Si un jugador dentro de la convocatoria sufre una lesión grave o debe retirarse por cuestiones médicas, puede ser reemplazado por otro jugador antes del primer partido de su equipo, siempre con aprobación de la Concacaf.

## Sede
Las Finales de la Liga de Naciones de la Concacaf se celebraron nuevamente en Estados Unidos, más precisamente en California. El 9 de octubre de 2024, se oficializó como sede de este evento al SoFi Stadium, recinto deportivo multiusos; casa de Los Angeles Rams y Los Angeles Chargers de la NFL, sede de la Copa de Oro de la Concacaf 2023, y localizado en Inglewood, dentro del área metropolitana de Los Ángeles.

## Equipos participantes
Los cuatro ganadores de los Cuartos de final de la Liga A se clasificaron según sus resultados para determinar los enfrentamientos en semifinales.
| Ganador | País           | Fecha de calificación   | Clasificación general de la Liga A | PJ | PG | PE | PP | GF | GC | DG | Pts |
| ------- | -------------- | ----------------------- | ---------------------------------- | -- | -- | -- | -- | -- | -- | -- | --- |
| Llave 2 | Estados Unidos | 18 de noviembre de 2024 | 2.º                                | 2  | 2  | 0  | 0  | 5  | 2  | 3  | 6   |
| Llave 1 | Panamá         | 18 de noviembre de 2024 | 3.º                                | 2  | 1  | 1  | 0  | 3  | 2  | 1  | 4   |
| Llave 3 | Canadá         | 19 de noviembre de 2024 | 1.º                                | 2  | 2  | 0  | 0  | 4  | 0  | 4  | 6   |
| Llave 4 | México         | 19 de noviembre de 2024 | 4.º                                | 2  | 1  | 0  | 1  | 4  | 2  | 2  | 3   |

## Fase final
Las semifinales del torneo se jugaron de acuerdo a la clasificación general de los cuartos de final (1.º vs. 4.º y 2.º vs. 3.º) seguidos por el partido por el tercer lugar y la final. 

### Cuadro de desarrollo
|  | Semifinales | Semifinales    | Semifinales |        |   | Final        | Final          | Final        |  |
|  |             |                |             |        |   |              |                |              |  |
|  |             |                |             |        |   |              |                |              |  |
|  | 1           | Canadá         | 0           |        |   |              |                |              |  |
|  | 1           | Canadá         | 0           |        |   |              |                |              |  |
|  | 4           | México         | 2           |        |   |              |                |              |  |
|  | 4           | México         | 2           |        | 4 | México       | 2              |              |  |
|  |             |                |             |        | 4 | México       | 2              |              |  |
|  |             |                | 3           | Panamá | 1 |              |                |              |  |
|  | 2           | Estados Unidos | 3           | Panamá | 1 | 0            |                |              |  |
|  | 2           | Estados Unidos |             |        |   | 0            |                |              |  |
|  | 3           | Panamá         | 1           |        |   | Tercer lugar | Tercer lugar   | Tercer lugar |  |
|  | 3           | Panamá         | 1           |        |   | Tercer lugar | Tercer lugar   | Tercer lugar |  |
|  |             |                |             |        |   |              |                |              |  |
|  |             |                |             |        |   | 1            | Canadá         | 2            |  |
|  |             |                |             |        |   | 1            | Canadá         | 2            |  |
|  |             |                |             |        |   | 2            | Estados Unidos | 1            |  |
|  |             |                |             |        |   | 2            | Estados Unidos | 1            |  |
|  |             |                |             |        |   |              |                |              |  |

- Los horarios corresponden a la hora local PDT (UTC-7).

### Semifinales
| 20 de marzo de 2025 | Estados Unidos | 0:1 (0:0) | Panamá         | SoFi Stadium, Inglewood   |                           |
| 16:00               |                | Reporte   | Waterman 90+4' | Árbitro(s): Oshane Nation | Árbitro(s): Oshane Nation |

| 20 de marzo de 2025 | Canadá | 0:2 (0:1) | México          | SoFi Stadium, Inglewood                                   |                                                           |
| 19:30               |        | Reporte   | Jiménez 1', 75' | Asistencia: 50 295 espectadores Árbitro(s): Saíd Martínez | Asistencia: 50 295 espectadores Árbitro(s): Saíd Martínez |

### Tercer lugar
| 23 de marzo de 2025 | Canadá                       | 2:1 (1:1) | Estados Unidos | SoFi Stadium, Inglewood     |                             |
| 15:00               | Oluwaseyi 27' · J. David 59' | Reporte   | Agyemang 35'   | Árbitra: Katia Itzel García | Árbitra: Katia Itzel García |

### Final
| 23 de marzo de 2025 | México                   | 2:1 (1:1) | Panamá                    | SoFi Stadium, Inglewood                                   |                                                           |
| 18:30               | Jiménez 8', 90+2' (pen.) | Reporte   | Carrasquilla 45+2' (pen.) | Asistencia: 68 212 espectadores Árbitro(s): Mario Escobar | Asistencia: 68 212 espectadores Árbitro(s): Mario Escobar |

| 1     | POR   | Luis Malagón     |       |
| 2     | DEF   | Israel Reyes     |       |
| 3     | DEF   | César Montes     |       |
| 5     | DEF   | Johan Vásquez    |       |
| 23    | DEF   | Jesús Gallardo   | 90+6' |
| 4     | MED   | Edson Álvarez    |       |
| 7     | MED   | Luis Romo        | 63'   |
| 22    | MED   | Roberto Alvarado |       |
| 21    | MED   | César Huerta     | 64'   |
| 11    | DEL   | Santiago Giménez | 90+6' |
| 9     | DEL   | Raúl Jiménez     |       |
| D. T. | D. T. | Javier Aguirre   |       |

| 22    | POR   | Orlando Mosquera       |       |
| 2     | DEF   | César Blackman         |       |
| 16    | DEF   | Carlos Harvey          |       |
| 5     | DEF   | Edgardo Fariña         | 90+3' |
| 3     | DEF   | José Córdoba           |       |
| 15    | DEF   | Jorge Gutiérrez        |       |
| 8     | MED   | Adalberto Carrasquilla |       |
| 20    | MED   | Aníbal Godoy           |       |
| 6     | MED   | Cristian Martínez      | 75'   |
| 7     | MED   | José Luis Rodríguez    |       |
| 18    | DEL   | Cecilio Waterman       | 62'   |
| D. T. | D. T. | Thomas Christiansen    |       |

| 18 | Centrocampista | Luis Chávez    | 63'   |
| 10 | Delantero      | Alexis Vega    | 64'   |
| 14 | Defensa        | Jesús Angulo   | 90+6' |
| 17 | Centrocampista | Orbelín Pineda | 90+6' |

| 17 | Delantero      | José Fajardo   | 62'   |
| 14 | Centrocampista | Janpol Morales | 75'   |
| 10 | Delantero      | Ismael Díaz    | 90+3' |

| 8' · 90+2' | Raúl Jiménez | 1:0 2:1 |

| 45+2' | Adalberto Carrasquilla | 1:1 |

| 33' | Adalberto Carrasquilla |

| Principal  | Mario Escobar   |
| Asistentes | Luis Ventura    |
|            | Humberto Panjoj |
| Cuarto     | Walter López    |

| VAR            | Tatiana Guzmán  |
| Asistentes VAR | Benjamín Pineda |

|  |                    |     |     |
|  | Tiros              | 15  | 8   |
|  | Tiros a puerta     | 5   | 4   |
|  | Faltas             | 10  | 11  |
|  | Saques de esquina  | 3   | 3   |
|  | Penaltis           | 1   | 1   |
|  | Fueras de juego    | 3   | 1   |
|  | Posesión del balón | 47% | 53% |

| 1     | POR   | Luis Malagón     |       |
| 2     | DEF   | Israel Reyes     |       |
| 3     | DEF   | César Montes     |       |
| 5     | DEF   | Johan Vásquez    |       |
| 23    | DEF   | Jesús Gallardo   | 90+6' |
| 4     | MED   | Edson Álvarez    |       |
| 7     | MED   | Luis Romo        | 63'   |
| 22    | MED   | Roberto Alvarado |       |
| 21    | MED   | César Huerta     | 64'   |
| 11    | DEL   | Santiago Giménez | 90+6' |
| 9     | DEL   | Raúl Jiménez     |       |
| D. T. | D. T. | Javier Aguirre   |       |

| 22    | POR   | Orlando Mosquera       |       |
| 2     | DEF   | César Blackman         |       |
| 16    | DEF   | Carlos Harvey          |       |
| 5     | DEF   | Edgardo Fariña         | 90+3' |
| 3     | DEF   | José Córdoba           |       |
| 15    | DEF   | Jorge Gutiérrez        |       |
| 8     | MED   | Adalberto Carrasquilla |       |
| 20    | MED   | Aníbal Godoy           |       |
| 6     | MED   | Cristian Martínez      | 75'   |
| 7     | MED   | José Luis Rodríguez    |       |
| 18    | DEL   | Cecilio Waterman       | 62'   |
| D. T. | D. T. | Thomas Christiansen    |       |

| 18 | Centrocampista | Luis Chávez    | 63'   |
| 10 | Delantero      | Alexis Vega    | 64'   |
| 14 | Defensa        | Jesús Angulo   | 90+6' |
| 17 | Centrocampista | Orbelín Pineda | 90+6' |

| 17 | Delantero      | José Fajardo   | 62'   |
| 14 | Centrocampista | Janpol Morales | 75'   |
| 10 | Delantero      | Ismael Díaz    | 90+3' |

| 8' · 90+2' | Raúl Jiménez | 1:0 2:1 |

| 45+2' | Adalberto Carrasquilla | 1:1 |

| 33' | Adalberto Carrasquilla |

| Principal  | Mario Escobar   |
| Asistentes | Luis Ventura    |
|            | Humberto Panjoj |
| Cuarto     | Walter López    |

| VAR            | Tatiana Guzmán  |
| Asistentes VAR | Benjamín Pineda |

|  |                    |     |     |
|  | Tiros              | 15  | 8   |
|  | Tiros a puerta     | 5   | 4   |
|  | Faltas             | 10  | 11  |
|  | Saques de esquina  | 3   | 3   |
|  | Penaltis           | 1   | 1   |
|  | Fueras de juego    | 3   | 1   |
|  | Posesión del balón | 47% | 53% |

| 1     | POR   | Luis Malagón     |       |
| 2     | DEF   | Israel Reyes     |       |
| 3     | DEF   | César Montes     |       |
| 5     | DEF   | Johan Vásquez    |       |
| 23    | DEF   | Jesús Gallardo   | 90+6' |
| 4     | MED   | Edson Álvarez    |       |
| 7     | MED   | Luis Romo        | 63'   |
| 22    | MED   | Roberto Alvarado |       |
| 21    | MED   | César Huerta     | 64'   |
| 11    | DEL   | Santiago Giménez | 90+6' |
| 9     | DEL   | Raúl Jiménez     |       |
| D. T. | D. T. | Javier Aguirre   |       |

| 22    | POR   | Orlando Mosquera       |       |
| 2     | DEF   | César Blackman         |       |
| 16    | DEF   | Carlos Harvey          |       |
| 5     | DEF   | Edgardo Fariña         | 90+3' |
| 3     | DEF   | José Córdoba           |       |
| 15    | DEF   | Jorge Gutiérrez        |       |
| 8     | MED   | Adalberto Carrasquilla |       |
| 20    | MED   | Aníbal Godoy           |       |
| 6     | MED   | Cristian Martínez      | 75'   |
| 7     | MED   | José Luis Rodríguez    |       |
| 18    | DEL   | Cecilio Waterman       | 62'   |
| D. T. | D. T. | Thomas Christiansen    |       |

| 18 | Centrocampista | Luis Chávez    | 63'   |
| 10 | Delantero      | Alexis Vega    | 64'   |
| 14 | Defensa        | Jesús Angulo   | 90+6' |
| 17 | Centrocampista | Orbelín Pineda | 90+6' |

| 17 | Delantero      | José Fajardo   | 62'   |
| 14 | Centrocampista | Janpol Morales | 75'   |
| 10 | Delantero      | Ismael Díaz    | 90+3' |

| 8' · 90+2' | Raúl Jiménez | 1:0 2:1 |

| 45+2' | Adalberto Carrasquilla | 1:1 |

| 33' | Adalberto Carrasquilla |

| Principal  | Mario Escobar   |
| Asistentes | Luis Ventura    |
|            | Humberto Panjoj |
| Cuarto     | Walter López    |

| VAR            | Tatiana Guzmán  |
| Asistentes VAR | Benjamín Pineda |

|  |                    |     |     |
|  | Tiros              | 15  | 8   |
|  | Tiros a puerta     | 5   | 4   |
|  | Faltas             | 10  | 11  |
|  | Saques de esquina  | 3   | 3   |
|  | Penaltis           | 1   | 1   |
|  | Fueras de juego    | 3   | 1   |
|  | Posesión del balón | 47% | 53% |

| 1     | POR   | Luis Malagón     |       |
| 2     | DEF   | Israel Reyes     |       |
| 3     | DEF   | César Montes     |       |
| 5     | DEF   | Johan Vásquez    |       |
| 23    | DEF   | Jesús Gallardo   | 90+6' |
| 4     | MED   | Edson Álvarez    |       |
| 7     | MED   | Luis Romo        | 63'   |
| 22    | MED   | Roberto Alvarado |       |
| 21    | MED   | César Huerta     | 64'   |
| 11    | DEL   | Santiago Giménez | 90+6' |
| 9     | DEL   | Raúl Jiménez     |       |
| D. T. | D. T. | Javier Aguirre   |       |

| 22    | POR   | Orlando Mosquera       |       |
| 2     | DEF   | César Blackman         |       |
| 16    | DEF   | Carlos Harvey          |       |
| 5     | DEF   | Edgardo Fariña         | 90+3' |
| 3     | DEF   | José Córdoba           |       |
| 15    | DEF   | Jorge Gutiérrez        |       |
| 8     | MED   | Adalberto Carrasquilla |       |
| 20    | MED   | Aníbal Godoy           |       |
| 6     | MED   | Cristian Martínez      | 75'   |
| 7     | MED   | José Luis Rodríguez    |       |
| 18    | DEL   | Cecilio Waterman       | 62'   |
| D. T. | D. T. | Thomas Christiansen    |       |

| 18 | Centrocampista | Luis Chávez    | 63'   |
| 10 | Delantero      | Alexis Vega    | 64'   |
| 14 | Defensa        | Jesús Angulo   | 90+6' |
| 17 | Centrocampista | Orbelín Pineda | 90+6' |

| 17 | Delantero      | José Fajardo   | 62'   |
| 14 | Centrocampista | Janpol Morales | 75'   |
| 10 | Delantero      | Ismael Díaz    | 90+3' |

| 8' · 90+2' | Raúl Jiménez | 1:0 2:1 |

| 45+2' | Adalberto Carrasquilla | 1:1 |

| 33' | Adalberto Carrasquilla |

| Principal  | Mario Escobar   |
| Asistentes | Luis Ventura    |
|            | Humberto Panjoj |
| Cuarto     | Walter López    |

| VAR            | Tatiana Guzmán  |
| Asistentes VAR | Benjamín Pineda |

|  |                    |     |     |
|  | Tiros              | 15  | 8   |
|  | Tiros a puerta     | 5   | 4   |
|  | Faltas             | 10  | 11  |
|  | Saques de esquina  | 3   | 3   |
|  | Penaltis           | 1   | 1   |
|  | Fueras de juego    | 3   | 1   |
|  | Posesión del balón | 47% | 53% |

|                            |
| Bandera de México          |
| Campeón México 1.er título |